# Henry Wadsworth Longfellow

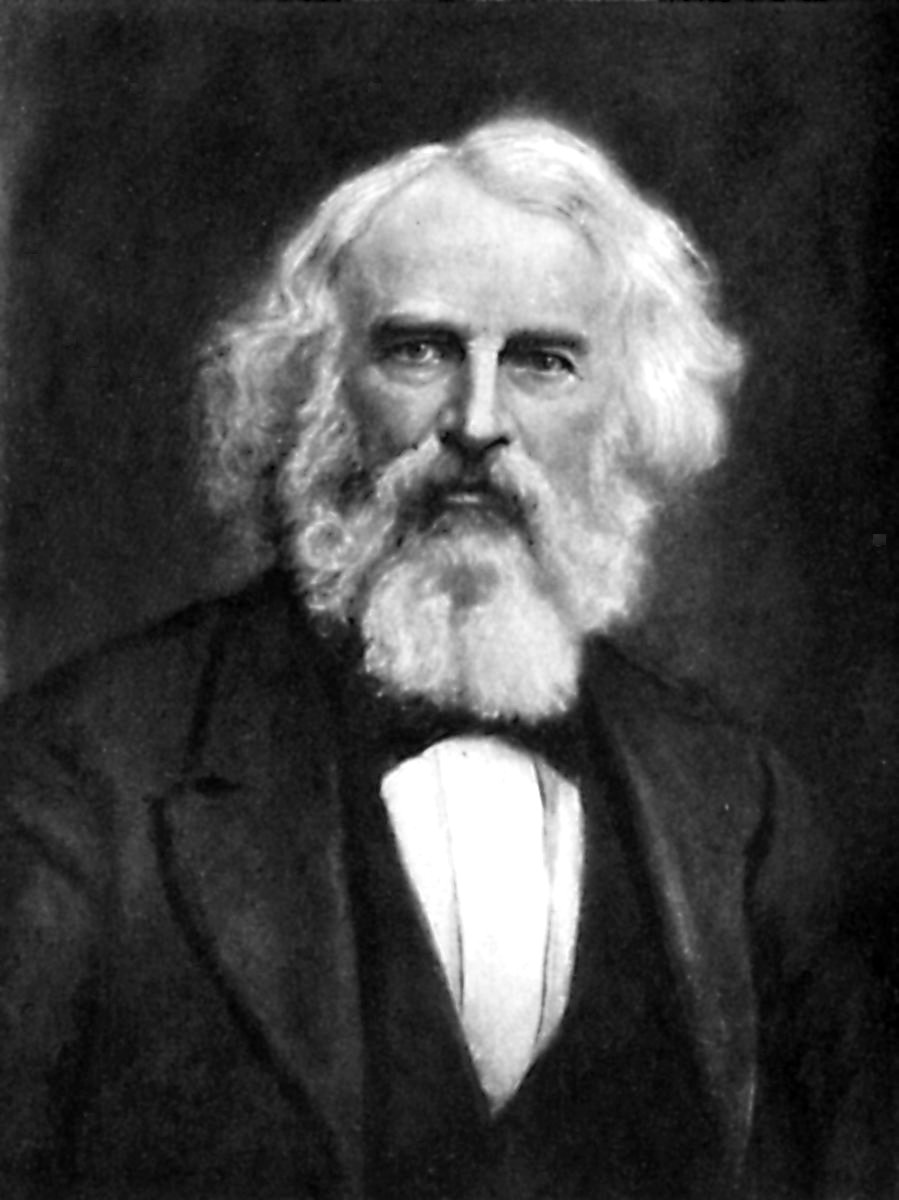
Henry Wadsworth Longfellow

Henry Wadsworth Longfellow (Portland (Maine), 27 februari 1807 - Cambridge (Massachusetts), 24 maart 1882) was een Amerikaans pedagoog en dichter wiens werk onder meer Paul Revere's Ride, The Song of Hiawatha, en Evangeline omvat. Hij was een van de vijf Fireside Poets.

## Levensloop
Longfellow studeerde aan Harvard. Hij werd bibliothecaris. Na een reis door Europa (1826-1829) werd hij de eerste hoogleraar in de moderne talen.
In 1831 trouwde hij met Mary Storer Potter, die in 1835, tijdens een nieuwe reis door Europa, in Rotterdam overleed. Hij huwde in 1843 met Frances Appleton.
In 1854 verliet hij Harvard om zich volledig aan het schrijven te wijden. Hij ontving in 1859 een eredoctoraat. In 1861 verloor hij zijn vrouw door een brand. Aan die gebeurtenis wijdde hij het nog steeds veel gelezen sonnet The Cross of Snow.
In zijn tijd was zijn poëzie buitengewoon populair, maar slechts een klein deel van zijn omvangrijke oeuvre wordt nog gelezen. Het wordt nu beschouwd als te burgerlijk en sentimenteel. Hij was overigens een voortreffelijk verstechnicus en zijn poëzie is toegankelijk omdat de gedichten vaak gaan over herkenbare thema's en vervat zijn in eenvoudige maar bloemrijke taal.
Longfellow maakte ook vele vertalingen en heeft daardoor veel Europese poëzie voor Amerikanen toegankelijk gemaakt. Ook hebben diverse van zijn uit de Amerikaanse folklore geputte thema's en figuren (zoals Hiawatha, door o.a Guido Gezelle bewerkt) deze folklore in Europa bekendheid gegeven.
In 1884 werd in de Poets' Corner van Westminster Abbey in Londen een borstbeeld van hem geplaatst. Hij was de eerste Amerikaanse dichter die deze eer te beurt viel.

## The Midnight Ride of Paul Revere

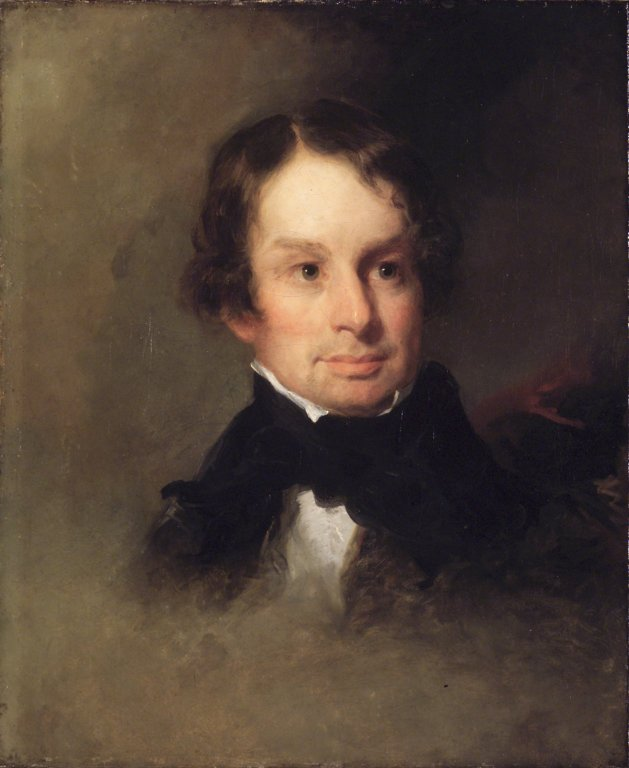
In eerdere jaren

Gedicht over de patriot Paul Revere, ten tijde van de Amerikaanse Onafhankelijkheidsoorlog.
Openingszinnen:
Listen my children and you shall hear

Of the midnight ride of Paul Revere

On the eighteenth of April, in Seventy-five

Hardly a man is now alive

Who remembers that famous day and year

He said to his friend, "If the British march

By land or sea from the town to-night

Hang a lantern aloft in the belfry arch

Of the North Church tower as a signal light

One if by land, and two if by sea

And I on the opposite shore will be

Ready to ride and spread the alarm

Through every Middlesex village and farm

For the country folk to be up and to arm.
en het slot:

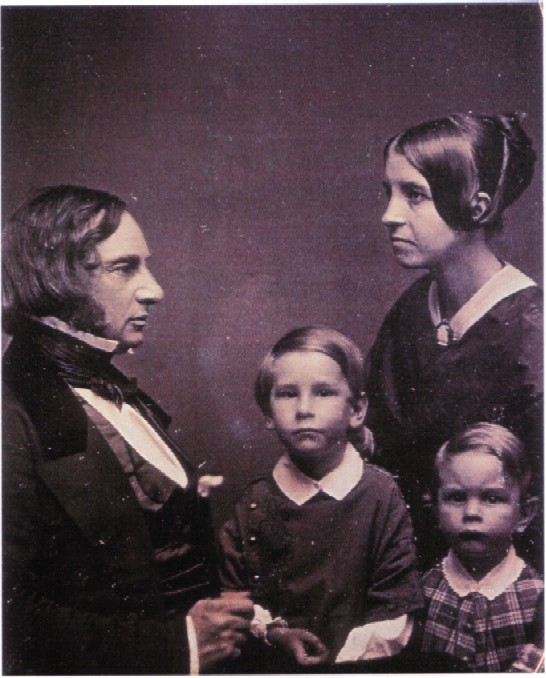
Longfellow met zijn tweede vrouw Fanny Appleton en hun twee kinderen, 1849, door Southworth & Hawes

In the hour of darkness and peril and need, 

The people will waken and listen to hear 

The hurrying hoof-beats of that steed, 

And the midnight message of Paul Revere.
Het gedicht werd gepubliceerd in The Atlantic op 20 december 1860, de dag dat South Carolina zich als eerste afscheidde van de Unie. Dat was geen toeval: Wadsworth had bewust een mythe gecreëerd om het nationalisme te bevorderen in de dreiging van een burgeroorlog.

## Selecte bibliografie
- Voices of the Night (1839)
- Ballads and Other Poems (1842)
- Evangeline (1847)
- The Seaside and the Fireside (1849)
- The Song of Hiawatha (1855)
- The Courtship of Miles Standish (1858)
- Tales of a Wayside Inn (1863).